# BBB 6003
La BBB 6003 est une locomotive électrique à courant continu prototype de la SNCF.
Elle est issue de la transformation en 1964 de la BBB 20003 bicourant prototype de la SNCF livrée en 1955.
Utilisée entre Limoges et Toulouse, elle se montre insuffisamment fiable ; elle est radiée en 1968 et démolie l'année suivante.

## Histoire et description
La BBB 20003 bicourant, livrée au dépôt d'Annemasse en 1955, fait preuve d'une mauvaise fiabilité, au point qu'elle cesse de circuler en 1958. Elle est garée jusqu'en 1962 où elle rejoint le dépôt de Brive. Là, elle est transformée en locomotive à courant continu 1 500 V sur le modèle de la BBB 6002 dont elle reprend l'équipement électrique. Sa conception initiale faisait déjà appel à de nombreux éléments utilisés sur la BBB 6002, comme le châssis et les bogies. Elle est remise en service en novembre 1964 sous le numéro BBB 6003.
À l'occasion de sa transformation, elle abandonne la livrée « bleu monophasé » des prototypes bicourant de Savoie pour revêtir la livrée « vert wagon », avec une moustache blanche qui intègre le macaron SNCF rouge sur les faces frontales.

## Service
Affectée au dépôt de Limoges, elle réalise la traction de trains de marchandises lourds entre Limoges et Toulouse en même temps que la CC 6001 et la BBB 6002. Toutefois, la conduite en banalité de ce prototype fragile par des agents qui n'ont pas spécialement été formés pour cela est la cause de nombreuses pannes et avaries et la décision est prise de retirer la locomotive du service fin 1967 et de la radier des inventaires de la SNCF le 19 juillet 1968 ; elle est démolie entre le 21 avril et le 29 juillet 1969 à Ussel. Il s'agit du dernier exemplaire de locomotive de type BBB de la SNCF.

## Modélisme
La BBB 6003 a été reproduite en HO par l'artisan ApocopA sous forme de transkit (caisse en résine à monter sur un châssis de son choix).